# Alan Kardec
Alan Kardec de Souza Pereira Junior (Barra Mansa, estado de Río de Janeiro, 12 de enero de 1989), más conocido como Alan Kardec, es un futbolista brasileño que juega de delantero centro en Atlético Mineiro del Campeonato Brasileño de Serie A.

## Selección nacional
El 13 de mayo de 2014, el seleccionador brasileño Luiz Felipe Scolari lo reserva en la lista de siete suplentes al margen de los veintitrés convocados para representar a Brasil en la Copa del Mundo que se jugará en su país en caso de que alguno de los convocados no pueda sumarse antes del 2 de junio.

### Participaciones en Copas del Mundo
| Mundial                     | Sede   | Resultado  | Partidos | Goles |
| --------------------------- | ------ | ---------- | -------- | ----- |
| Copa Mundial Sub-20 de 2009 | Egipto | Subcampeón | 7        | 4     |

## Clubes
| Club                  | País     | Año       | PJ  | Goles |
| --------------------- | -------- | --------- | --- | ----- |
| C. R. Vasco da Gama   | Brasil   | 2007-2009 | 73  | 18    |
| S. C. Internacional   | Brasil   | 2009      | 2   | 0     |
| S. L. Benfica         | Portugal | 2010-2011 | 23  | 3     |
| Santos F. C.          | Brasil   | 2011-2012 | 51  | 9     |
| S. L. Benfica B       | Portugal | 2012-2013 | 9   | 4     |
| S. E. Palmeiras       | Brasil   | 2013-2014 | 43  | 24    |
| São Paulo F. C.       | Brasil   | 2014-2016 | 71  | 23    |
| Chongqing Lifan F. C. | China    | 2016-2021 | 106 | 55    |
| Shenzhen F. C.        | China    | 2021-2022 | 16  | 11    |
| Atlético Mineiro      | Brasil   | 2022-     | 12  | 2     |

- Actualizado el 5 de agosto de 2016.

## Palmarés

### Títulos nacionales
| Título              | Club                | País     | Año  |
| ------------------- | ------------------- | -------- | ---- |
| Serie B             | C. R. Vasco da Gama | Brasil   | 2009 |
| Copa de la Liga     | S. L. Benfica       | Portugal | 2010 |
| Primeira Liga       | S. L. Benfica       | Portugal | 2010 |
| Copa de la Liga     | S. L. Benfica       | Portugal | 2011 |
| Campeonato Paulista | Santos F. C.        | Brasil   | 2012 |
| Serie B             | S. E. Palmeiras     | Brasil   | 2013 |

### Títulos internacionales
| Título              | Equipo              | País      | Año  |
| ------------------- | ------------------- | --------- | ---- |
| Sudamericano Sub-20 | Selección de Brasil | Venezuela | 2009 |